# Berengaria af Navarra
Berengaria af Navarra (baskisk: Berengela, spansk: Berenguela, fransk: Bérengère ca. 1165-1170 – 23. december 1230) var dronning af England som hustru til Richard 1. af England. Hun var ældste datter af Sancho 6. af Navarra og Sancha af Kastilien. Som det er tilfældet med mange af de middelalderlige engelske dronninger, vides der kun lidt om hendes liv.
Hun var traditionelt kendt som "den eneste engelske dronning, der aldrig satte sin fod i landet". Hun kan have besøgt landet efter sin mands død, og hun så ikke meget til ham under ægteskabet, som var barnløst. Hun fulgte usædvanligt for en korsfarers hustru med ham ved begyndelsen af Det tredje korstog, men opholdt sig for det meste i hans franske besiddelser, hvor hun gav gavmildt til kirken på trods af de vanskeligheder hun havde med at modtage den pension, som hun skulle have fra Richards bror og efterfølger Johan, efter hun var blevet enke.

## Tidlige år
I 1185 modtog Berengaria lenet Monreal af sin far. Eleonora af Aquitanien stod bag forlovelsen af Berengaria til sin søn Richard Løvehjerte. En alliance med Navarra sørgede for beskyttelsen af Eleonoras hertugdømme Aquitaniens sydlige grænser og bidrog til at forbedre forholdet til nabolandet Kastilien, hvis dronning var Eleonora, Richards søster. Medvidere havde Navarra også tilegnet sig Aquitaniens troubadourkultur, og Berengarias omdømme var uplettet. Det ser ud til, at Berengaria og Richard havde mødtes en gang før deres ægteskab, og forfattere har hævdet, at der havde været en vis interesse mellem dem på det tidspunkt.
I 1190 mødtes Eleonora med Sancho i Pamplona, og han var vært for en banket på kongeslottet i Olite til hendes ære. Forlovelsen kunne ikke fejres åbent, for Richard havde i mange år været forlovet med Adéle, halvsøster til Kong Filip 2. af Frankrig. Richard hævede sin forlovelse med Adéle i 1190, mens han var i Messina. Det er antydet, at Adéle var blevet Richards egen far Henrik 2. af Englands elskerinde og muligvis mor til et uægte barn. Et ægteskab mellem Richard og Adéle ville derfor have været umuligt af religiøse årsager.

## Ægteskab
Richard fik bragt Berengaria til sig af sin mor Eleonora af Aquitanien. Fordi Richard allerede var taget af sted på det Det tredje korstog, idet han ikke havde spildt nogen tid og var rejst lige efter sin kroning, måtte de to kvinder rejse længe for at indhente ham. De ankom til Messina på Sicilien under fasten, hvor brylluppet ikke kunne finde sted, i 1191 og fik selskab af Richards søster Johanne, enkedronning af Sicilien. De to blev gode venner, og Berengaria blev overladt i Johannes varetægt. På vej til Det hellige Land stødte skibet med Berengaria og Johanne på grund på Cyperns kyst, og de blev truet af øens hersker Isaak Komnenos. Richard kom til undsætning, indtog øen og styrtede Komnenos. Berengaria giftede sig med Richard den 12. maj 1191 i Skt. Jørgens Kapel i Limassol på Cypern og blev samme dag kronet af ærkebiskoppen af Bordeaux og biskopperne af Évreux og Bayonne.

## Dronning
Hvorvidt ægteskabet endda nogensinde blev fuldbyrdet er tvivlsomt. Richard tog sin nye hustru med sig på første del af Det tredje korstog. Det var usædvanligt, skønt Richards mor og Berengarias forgænger Eleonora af Aquitanien havde, som dronning af Frankrig, været sammen med sin mand under Det andet korstog, dog gjorde stridighederne under det mislykkede felttog alvorlig skade på deres forhold. Berengaria vendte sikkert tilbage, inden Richard forlod Det hellige Land. Da han vendte tilbage til Europa blev han taget til fange og fængslet. Berengaria forblev i Beaufort-en-Vallée i Anjou og forsøgte at skaffe løsepenge. Efter hans frigivelse vendte Richard tilbage til England uden sin hustru.
Da Richard var vendt tilbage til England, måtte han genvinde alt det område, der var tabt af hans bror, Johan, eller taget af Kong Filip 2. af Frankrig. Hans fokus var på hans rige, ikke på hans dronning. Kong Richard blev af pave Celestin 3. beordret til at genforenes med dronning Berengaria og til at vise hende troskab i fremtiden. Richard, der nu for det meste tilbragte sin tid i Frankrig, adlød og tog Berengaria til kirken hver uge derefter. Da han døde i 1199, blev hun bedrøvet, måske mere af at hun bevidst blev overset som dronning af England og Cypern. Nogle historikere mener, at Berengaria virkelig elskede sin mand, og at Richards følelser for hende kun var formelle, fordi ægteskabet var en politisk snarere end en romantisk forening.

## Enkedronning
Berengaria besøgte aldrig England i løbet af kong Richards levetid. Under hele deres ægteskab tilbragte Richard mindre end seks måneder i England. Hun har muligvis gjort det efter hans død. Den traditionelle beskrivelse af hende som ”den eneste engelske dronning, der aldrig satte sin fod i landet”, ville stadig være sandt, fordi hun ikke besøgte England, mens hun var Richards dronning. Hun sendte helt bestemt repræsentanter til England flere gange, hovedsageligt for at forhøre sig om den pension, hun skulle have som dronning og Richards enke, som kong Johan ikke betalte. Selvom dronning Eleonora greb ind, og pave Innocens 3. truede ham med et interdikt, hvis han ikke betalte Berengaria, hvad der skulle betales, skyldte kong Johan hende stadig mere end 4000 £, da han døde. I løbet af hans søn Henrik 3. af England regeringstid blev hendes betalinger imidlertid foretaget.
Berengaria bosatte sig til sidst i Le Mans, et af hendes enkesæder. Hun var en velgøreninde for L'Épau Abbediet i Le Mans, blev nonne og blev begravet i klosteret efter sin død 1230. I 1240 skrev ærkebiskop Rodrigo Jimenez de Rada af Toledo om Berengaria, at hun boede, "som en særlig prisværdige enke og forblev for det meste i byen Le Mans, som hun holdt som en del af sit enkesæde, hvor hun viede sit liv til at give almisser, bede bøn og gøre gode gerninger, og viste sig som et eksempel for alle kyske og religiøse kvinder og i samme by kom hun til slutningen af sine dage til en lykkelig død." Et skelet, der antages at være hendes, blev genopdaget i 1960 under restaureringen af abbediet. Disse jordiske rester er bevaret under dronningens gravmonument af sten, som nu findes i abbediets kapitelsal.

## Historisk betydning
Historikeren Ann Trindade siger om Berengaria, at hun "huskes som en støtte til flere menigheder og institutioner og blev betragtet som et ideal for fromhed." Hun siger også, at "Berengarias liv illustrerer meget tydeligt de begrænsninger, under hvilke middelalderlige kvinder, endda aristokratiske, var forpligtede til at leve." Berengarias anstrengelser er et godt eksempel på, hvad mange kvinder stod overfor i det trettende århundrede, og ”de mange år som enke afslører på grundlag af kilderne en stærk, modig kvinde, uafhængig, ensom, i kamp mod vanskelige politiske og økonomiske omstændigheder, med en lille interesse i hoffets lukkede liv, holdt oppe af hendes tro på kristendommen og hendes loyalitet overfor Pavemagten, ikke bange for at hævde hendes rettigheder mod magtfulde fjender, både lægmænd og gejstlige.”

## I fiktion
Romaner hvor Berengaria optræder inkluderer:
- Propinquity af John Macgregor
- The Heart Of The Lion af Jean Plaidy
- Willow Maid af Maureen Peters
- My Lord Brother the Lionheart af Molly Costain Haycraft
- The Lute Player af Norah Lofts
- Standard of Honor af Jack Whyte
- The Talisman af Sir Walter Scott
- Winning His Spurs af G. A. Henty
- Valentina af Fern Michaels
- The Queen's Witch af Cecelia Holland
- Lionheart af Sharon Kay Penman
- The Boy Knight af G.A. Henty
- Queen Without a Country af Rachel Bard
- Shield of Three Lions af Pamela Kaufman
- Banners of Gold af Pamela Kaufman
- Lord of the Flies af William Golding

## På scenen
- Holy Warriors af David Eldridge, havde premiere på Shakespeare's Globe i juli og august 2014.

## På film og tv
Filmen The Crusades fra 1935 med Loretta Young og Henry Wilcoxonhovedrollerne i, fortæller en fiktionaliseret historie om Richards og Berengarias ægteskab. Den historiske dramafilm fra 1954 King Richard and the Crusaders med George Sanders og Paula Raymond i hovedrollerne viser Richard og Berengaria som gifte og på Det tredje korstog. 1960'ernes britiske tv-serie Richard the Lionheart har deres ægteskab som en fremtrædende del med Berengaria spillet af Sheila Whittingham. I filmen Richard the Lion-Hearted fra 1923 spilles dronning Berengaria af Kathleen Clifford . Alle versioner var meget romantiserede og er ikke pålidelige kilder til information om dronningen. Berengaria af Navarra blev spillet af Zoë Wanamaker i BBCs drama i 13 afsnit The Devil's Crown (1978).

## Eksterne links
- Women's Biography: Berengaria of Navarre, queen of England Arkiveret 21. december 2016 hos  Wayback Machine, har flere breve til og fra Berengaria.
- The Peerage on Berengaria
- https://web.archive.org/web/20130508125610/http://www.lebrelblanco.com/anexos/a0239.htm Berengaria, princess of Navarre